# NGC 3014
NGC 3014 je galaksija u zviježđu Sekstantu.

## Vanjske poveznice
- SEDS: NGC 3014